# Грайциар, Мартин
Мартин Грайциар (чеш. Martin Graiciar; род. 11 апреля 1999, Карловы Вары) — чешский футболист, нападающий.

## Карьера
Воспитанник пльзенской «Виктории». Проходил годовую стажировку в лондонском «Арсенале». В январе 2017 года в статусе свободного агента подписал контракт со «Слованом». 11 марта 2017 года дебютировал в чемпионате Чехии в поединке против воспитавшей его «Виктории», выйдя на замену после перерыва вместо Убонга Мозеса. Всего в дебютном сезоне провёл 6 встреч.
В июле 2017 года подписал контракт с итальянской «Фиорентиной» и был отдан обратно «Словану» в аренду на сезон. Является игроком юношеских и молодёжных сборных Чехии.

## Достижения
«Спарта»
- Обладатель Кубка Чехии: 2019/20